# José Carlos Carvalho

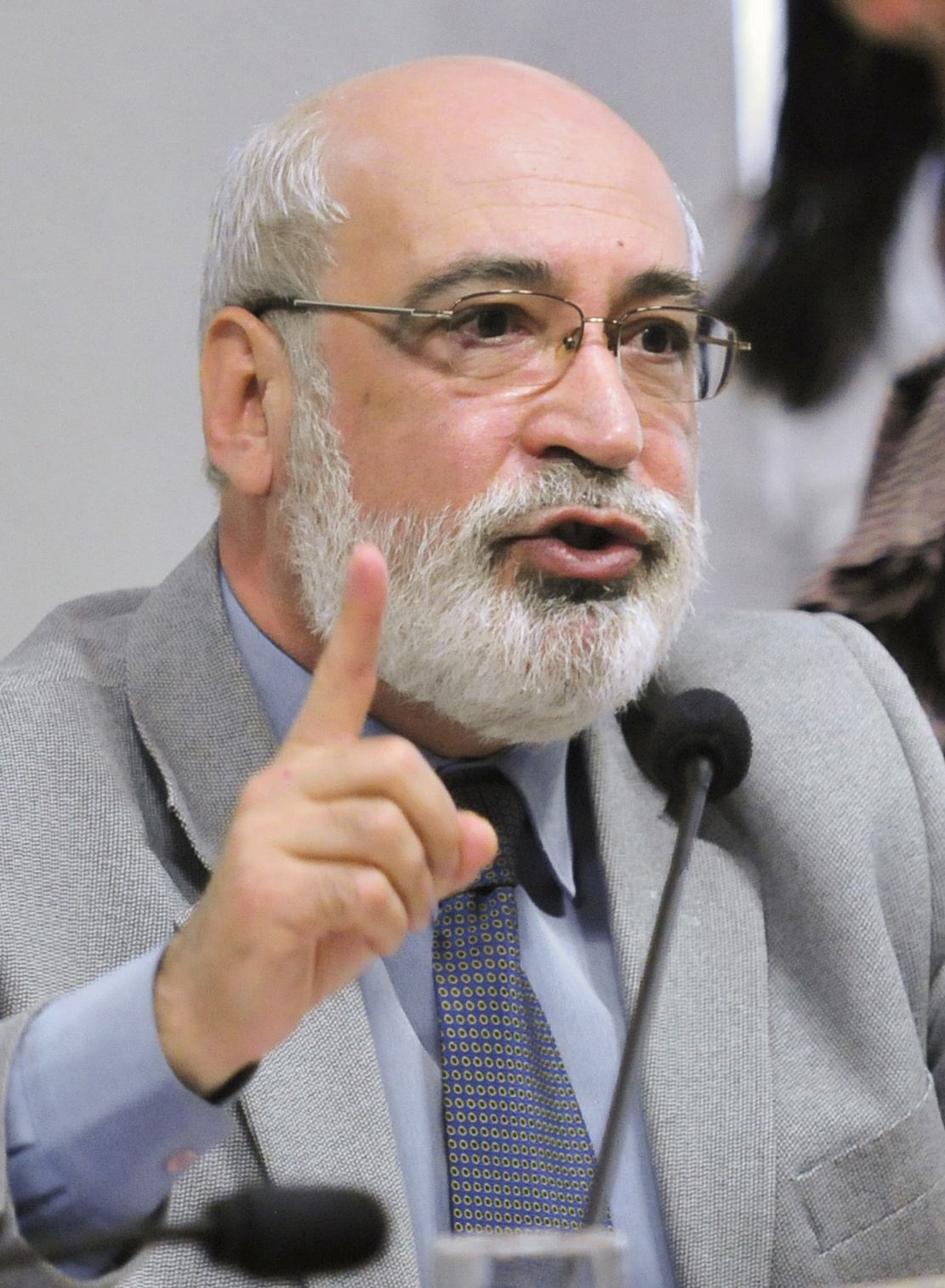
José Carlos Carvalho

José Carlos Carvalho (* 5. September 1952 in Jerônimo Monteiro, Espírito Santo) ist ein brasilianischer Forstingenieur und öffentlich Bediensteter in den Bereichen Forst- und Umweltpolitik. Er war von 2002 bis 2003 Umweltminister im zweiten Kabinett von Fernando Henrique Cardoso.

## Leben
Carvalho hatte Forstingenieurswesen an der Universidade Federal Rural do Rio de Janeiro studiert.
Von 1975 bis 1985 war er Generaldirektor des Instituto Estadual de Florestas (Minas Gerais) und erneut von 1991 bis 1995.
Von 1987 bis 1990 war er zum dritten Präsidenten in Folge des IBAMA, dem Instituto Brasileiro do Meio Ambiente e dos Recursos Naturais Renováveis, ernannt worden. Von 1995 bis 1998 war der Landesumweltminister im Bundesstaat Minas Gerais (Amtsbezeichnung Secretário Estadual do Meio Ambiente e Desenvolvimento Sustentável de Minas Gerais) und wechselte dann ab 1999 als Exekutivsekretär an das brasilianische Umweltministerium.
Er war dort 2002 von Fernando Henrique Cardoso zum Umweltminister ernannt worden und vertrat Brasilien auf dem Weltgipfel für nachhaltige Entwicklung 2002 – Rio+10 – in Johannesburg (Südafrika). Beim Präsidentenwechsel 2003 wurde seine Nachfolgerin Marina Silva. Von 2007 bis 2010 übernahm er erneut das Staatssekretariat für Umwelt und Nachhaltige Entwicklung in Minas Gerais.